# Prefectura autónoma dai de Xishuangbanna
Xishuangbanna (en chino, 西双版纳; pinyin, Xīshuāngbǎnnà) Sibsongpanna
(en tai lü:  ; romanización Sípsɔ́ŋpǎnnǎ) es una prefectura autónoma de la República Popular China, perteneciente a la provincia de Yunnan, situada aproximadamente a 400 kilómetros de la capital provincial. Limita al norte con Pu'er, al sur con Laos y al oeste y sur con Birmania. El Jardín Botánico Tropical Xishuangbanna se encuentra al este. La capital es Jinghong, la mayor localidad de la región, y se extiende a ambos lados del río Lancang (en español, el río Mekong). Su superficie es de 19 096 km² y su población total en 2020 era de 1,3 millones de habitantes.
Como las otras regiones autónomas de China, se caracteriza por estar asociada a un grupo étnico minoritario, en este caso, la etnia dai, que constituye casi el 30 %. No obstante, en la prefectura viven como mínimo otras trece etnias distintas, además del pueblo dai.
En las últimas dos décadas, el turismo se ha convertido en la principal industria de la región y es particularmente conocida por el turismo sexual. Las mujeres de la etnia tai son las que más lo padecen. La zona es conocida localmente como Piaocheng o Ciudad de la prostitución.

## Administración
La prefectura autónoma de Xishuangbanna administra una ciudad y dos condados.
- La ciudad Jinghong (景洪市);
- El condado Menghai (勐海县);
- El condado Mengla (勐腊县);

## Toponimia
Xishuangbanna es la transcripción fonética del nativo tailü al chino [ Sishuang Ban'na ]. El nombre está formado de sibsong (᧑᧒, 'doce'), pan (ᦗᧃ 'distrito') y na (ᦓᦱ, 'arrozal'), lo que da como resultado Sibsongpanna o Sibsong Panna. El nombre se refiere a la división tradicional de las mueang en doce distritos que se llamaban panna ('distrito arrocero'). La etimología es paralela a la región autónoma de habla tai en la Indochina francesa (1890-1945), llamada Sibsong Chau Tai, que significa "doce cantones tai".
Xishuangbanna es mencionada como la tierra ancestral Möng Ri Möng Ram, en el manuscrito tai-ahom Lit Phi, escrito por descendientes de la dinastía Ahom del pueblo dai de Yunnan, que luego emigraron a Assam.

## Clima
La ciudad tiene un clima generalmente húmedo, con fuertes influencias de Monzón, el verano es largo y no hay prácticamente ningún "invierno" como tal. Las horas de sol oscilan entre 1.800 y 2.300 al año. Su precipitación anual se encuentra entre los 1.100 y 1.700 mm.
| Parámetros climáticos promedio de Xishuangbanna (1954—2007)   | Parámetros climáticos promedio de Xishuangbanna (1954—2007) | Parámetros climáticos promedio de Xishuangbanna (1954—2007) | Parámetros climáticos promedio de Xishuangbanna (1954—2007) | Parámetros climáticos promedio de Xishuangbanna (1954—2007) | Parámetros climáticos promedio de Xishuangbanna (1954—2007) | Parámetros climáticos promedio de Xishuangbanna (1954—2007) | Parámetros climáticos promedio de Xishuangbanna (1954—2007) | Parámetros climáticos promedio de Xishuangbanna (1954—2007) | Parámetros climáticos promedio de Xishuangbanna (1954—2007) | Parámetros climáticos promedio de Xishuangbanna (1954—2007) | Parámetros climáticos promedio de Xishuangbanna (1954—2007) | Parámetros climáticos promedio de Xishuangbanna (1954—2007) | Parámetros climáticos promedio de Xishuangbanna (1954—2007) |
| Mes                                                           | Ene.                                                        | Feb.                                                        | Mar.                                                        | Abr.                                                        | May.                                                        | Jun.                                                        | Jul.                                                        | Ago.                                                        | Sep.                                                        | Oct.                                                        | Nov.                                                        | Dic.                                                        | Anual                                                       |
| ------------------------------------------------------------- | ----------------------------------------------------------- | ----------------------------------------------------------- | ----------------------------------------------------------- | ----------------------------------------------------------- | ----------------------------------------------------------- | ----------------------------------------------------------- | ----------------------------------------------------------- | ----------------------------------------------------------- | ----------------------------------------------------------- | ----------------------------------------------------------- | ----------------------------------------------------------- | ----------------------------------------------------------- | ----------------------------------------------------------- |
| Temp. máx. media (°C)                                         | 25.3                                                        | 28.5                                                        | 31.7                                                        | 33.4                                                        | 32.6                                                        | 31.4                                                        | 30.4                                                        | 30.6                                                        | 30.7                                                        | 29.1                                                        | 26.5                                                        | 24.1                                                        | 29.5                                                        |
| Temp. mín. media (°C)                                         | 11.4                                                        | 11.6                                                        | 13.9                                                        | 17.6                                                        | 20.8                                                        | 22.5                                                        | 22.5                                                        | 22.3                                                        | 21.4                                                        | 19.6                                                        | 16.1                                                        | 12.8                                                        | 17.7                                                        |
| Lluvias (mm)                                                  | 16.6                                                        | 12.3                                                        | 22.2                                                        | 52.8                                                        | 140.4                                                       | 169.9                                                       | 220.9                                                       | 221.0                                                       | 139.3                                                       | 95.6                                                        | 53.6                                                        | 21.6                                                        | 1166.2                                                      |
| Fuente: National Meteorological Centre of China 2010年1月12日 |                                                             |                                                             |                                                             |                                                             |                                                             |                                                             |                                                             |                                                             |                                                             |                                                             |                                                             |                                                             |                                                             |

## Demografía
El censo nacional del año 2000 documentó que Xishuangbanna tenía 993 397 habitantes con una densidad de población de 50,43 habitantes por km2. Según dicho censo, el pueblo dai es la etnia más numerosa, con un 29,89%, seguido de cerca por los chinos han, con un 29,11%. Sin embargo, en el momento del censo de 1977, el pueblo han constituía el mayor grupo étnico de Xishuangbanna, época en la que representaba el 36,53% de una población de 627 089 personas, mientras que los dai constituían en esa fecha el 33,15% (y el resto de etnias, el 30,32%). El gobierno de Xishuangbanna se ha esforzado por mantener este equilibrio étnico de alrededor del 33% de cada grupo: los han, los dai y la suma de todos los demás. Dicha política se conoce como "el plan de tres-tres-tres" (三三三计划; sān-sān-sān jìhuà).
Antes de la creciente movilidad social de la década de 1940, los habitantes de Xishuangbanna se llamaban entre sí "gente de la cuenca" (壩區民族; bàqū mínzú) o bien "gente de la montaña" (山區民族; shānqū mínzú), en referencia a la ubicación estereotipada de los grupos. Los han y los dai vivían principalmente alrededor de las montañas y desempeñaban un papel socialmente dominante, mientras que las restantes minorías étnicas vivían en las cuencas y estaban privadas de sus derechos políticos. El pueblo dai solía llamarse baiyi (摆夷), y hasta una reforma del Kuomintang en 1936, la parte bai de baiyi se escribía con el radical perro (犭). El gobierno de la República Popular China decidió que, independientemente de lo radical que fuera, el término baiyi era peyorativo y adoptó la forma dai (傣) en su lugar. Históricamente, algunas minorías étnicas adaptaron algunas características dai para aliviar la discriminación y aumentar su estatus social, como hizo, por ejemplo, el pueblo blang, que adoptó el sarong, practicó la residencia matrilocal y aprendió el alfabeto tai tham.

### Grupos étnicos

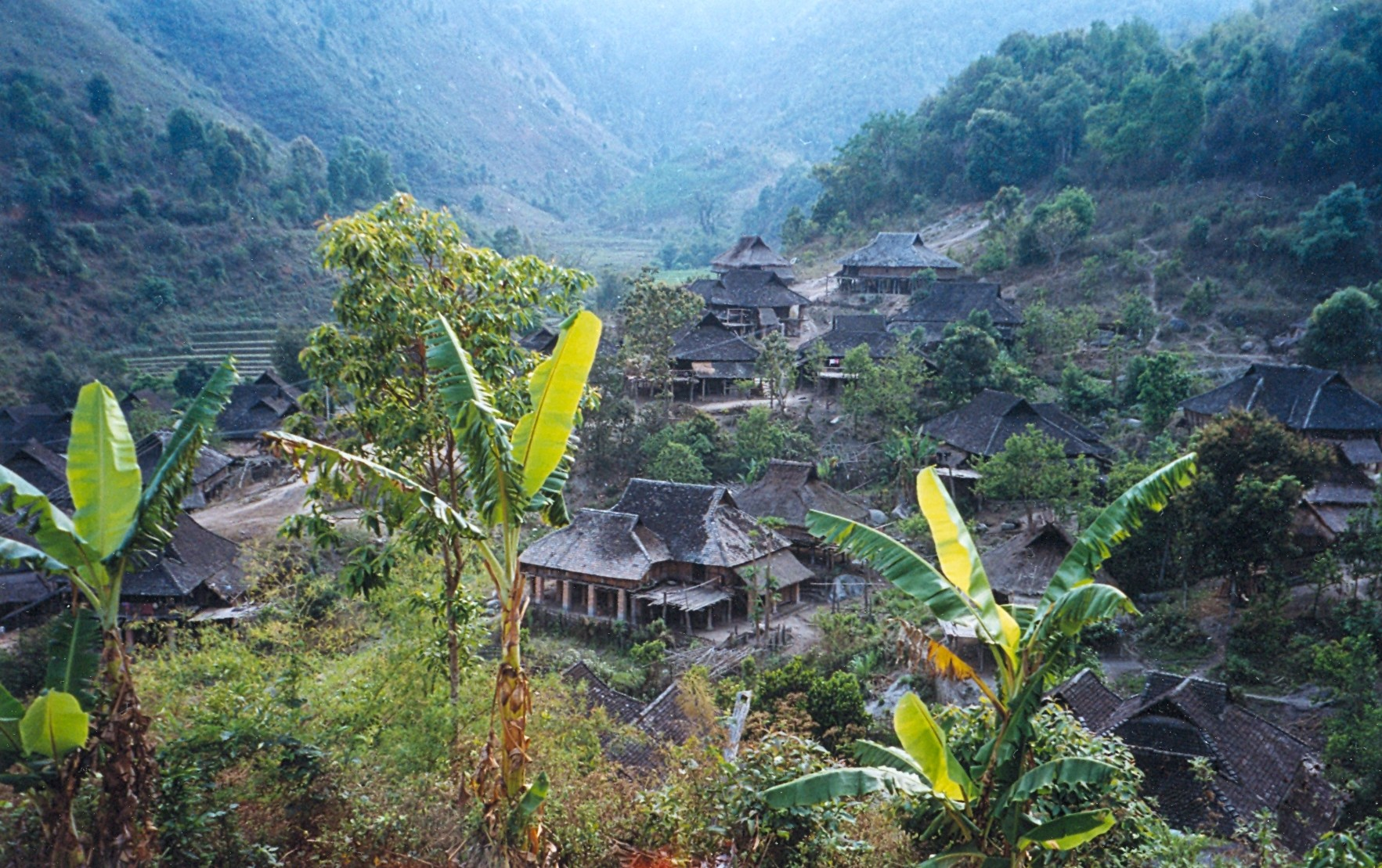
La aldea blang de Manpo.

| Etnias                                       | Población | Porcentaje |
| -------------------------------------------- | --------- | ---------- |
| Dai (Tai Lü, Tai Ya, Tai Nüa, Tai Yuan, Lao) | 296 930   | 29.89%     |
| Han                                          | 289 181   | 29.11%     |
| Hani                                         | 186 067   | 18.73%     |
| Yi                                           | 55 772    | 5.61%      |
| Lahu                                         | 55 548    | 5.59%      |
| Blang                                        | 36 453    | 3.67%      |
| Jino                                         | 20 199    | 2.03%      |
| Yao                                          | 18 679    | 1.88%      |
| Miao                                         | 11 037    | 1.11%      |
| Bai                                          | 5 931     | 0.60%      |
| Jingpo                                       | 5 640     | 0.57%      |
| Hui                                          | 3 911     | 0.39%      |
| Va                                           | 3 112     | 0.31%      |
| Zhuang                                       | 2 130     | 0.21%      |
| Otros                                        | 2 807     | 0.30%      |

### Lenguas
Entre las lenguas de la región destacan las siguientes: el tai lü de los dai; el man met, el hu, el propio blang, el muak sa-aak y el bit, de los blang.

## Transporte
Desde la apertura en 1990 del aeropuerto de Xishuangbanna (antes "Aeropuerto Internacional Jinghong"), el viaje en avión a Xishuangbánna se ha convertido en la forma más popular, conveniente y por supuesto la más rápida, pues se demora sólo 40 minutos. Hay vuelos diarios que conectan con la ciudad de Kunming. La ciudad también tiene conexiones aéreas con Dali, Chengdu y Bangkok. El aeropuerto de Xishuangbánna está a 6 km al sur de Jinghong.
También hay rutas de autobús a los lugares de toda la provincia de Yunnan y a las provincias vecinas. Hay 590 kilómetros entre Kunming y Jinghong. Los autobuses de larga distancia salen de la estación sur de Kunming y llegan a la estación de autobuses de Jinghong, y cuestan entre 210 y 250 CNY, lo que supone una duración de entre 8 y 10 horas.
En octubre de 2010, se anunciaron planes para la construcción de un ferrocarril de 530 km, que uniría Xishuangbanna con Vientián (Laos). El ferrocarril ya está terminado y en funcionamiento, y también son posibles conexiones con Tailandia.